# Линдхорст
Линдхорст (нем. Lindhorst) — община в Германии, в земле Нижняя Саксония.
Входит в состав района Шаумбург. Подчиняется управлению Линдхорст. Население составляет 4400 человек (на 31 декабря 2010 года).
| Год  | Население |
| ---- | --------- |
| 1990 | 4407      |
| 1995 | 4649      |
| 2000 | 4762      |
| 2005 | 4632      |
| 2010 | 4488      |